# Llista de topònims de Pontós
Llista de topònims (noms propis de lloc) del municipi de Pontós, a l'Alt Empordà
Informació actualitzada per un bot. Els canvis manuals es perdran quan s'actualitzi!

## casa
| imatge | Nom                        | Ubicat a | instància de | Detalls                     | coordenades                                                                  | Protecció                                  | Commons (més fotos) | Dades a WD                    |
| ------ | -------------------------- | -------- | ------------ | --------------------------- | ---------------------------------------------------------------------------- | ------------------------------------------ | ------------------- | ----------------------------- |
|        | Ca n'Oliver Vell           | Pontós   | casa         |                             | 42° 11′ 07″ N, 2° 55′ 00″ E / 42.185237°N,2.916743°E                         | bé integrant del patrimoni cultural català |                     | Modifica les dades a Wikidata |
|        | Cal Carreter               | Pontós   | casa         | Estil: arquitectura popular | 42° 11′ 10″ N, 2° 55′ 01″ E / 42.185998°N,2.916869°E ca:Carrer de la Creu, 5 | bé integrant del patrimoni cultural català |                     | Modifica les dades a Wikidata |
|        | Can Verdaguer              | Pontós   | casa         |                             | 42° 11′ 11″ N, 2° 55′ 00″ E / 42.186426°N,2.916723°E ca:Plaça Major, 12      | bé integrant del patrimoni cultural català |                     | Modifica les dades a Wikidata |
|        | casa al Carrer de Dalt, 10 | Pontós   | casa         | Estil: arquitectura popular | 42° 11′ 08″ N, 2° 55′ 03″ E / 42.185683°N,2.917627°E ca:Carrer de Dalt, 10   | bé integrant del patrimoni cultural català |                     | Modifica les dades a Wikidata |

## curs d'aigua
| imatge | Nom     | Ubicat a                                | instància de | Detalls                                                 | coordenades                                                                                              | Protecció | Commons (més fotos) | Dades a WD                    |
| ------ | ------- | --------------------------------------- | ------------ | ------------------------------------------------------- | --- | --------- | ------------------- | ----------------------------- |
|        | Fluvià  | Comarques gironines província de Girona | curs d'aigua | Desemboca: mar Mediterrània Llarg: 70km Conca: 973.8km² | 42° 05′ 36″ N, 2° 27′ 33″ E / 42.0934°N,2.4591°E 42° 12′ 07″ N, 3° 06′ 38″ E / 42.2019°N,3.1106°E 2 msnm |           | Fluvià              | Modifica les dades a Wikidata |
|        | Àlguema | Alt Empordà                             | curs d'aigua | Desemboca: Manol                                        | 42° 14′ 02″ N, 2° 57′ 17″ E / 42.23384444°N,2.95461389°E                                                 |           |                     | Modifica les dades a Wikidata |

## entitat singular de població
| imatge | Nom               | Ubicat a | instància de                                                                   | Detalls | coordenades                                                               | Protecció | Commons (més fotos) | Dades a WD                    |
| ------ | ----------------- | -------- | ------------------------------------------------------------------------------ | ------- | ------------------------------------------------------------------------- | --------- | ------------------- | ----------------------------- |
|        | Pontós            | Pontós   | entitat singular de població ens local històric de Catalunya capital municipal | 257 hab | 42° 11′ 12″ N, 2° 55′ 01″ E / 42.18665°N,2.91706°E 95 msnm                |           |                     | Modifica les dades a Wikidata |
|        | Romanyà d'Empordà | Pontós   | entitat singular de població ens local històric de Catalunya                   | 32 hab  | 42° 10′ 38″ N, 2° 54′ 29″ E / 42.177194444444°N,2.9079166666667°E 98 msnm |           | Romanyà d'Empordà   | Modifica les dades a Wikidata |

## església
| imatge | Nom                   | Ubicat a | instància de | Detalls                                           | coordenades                                                       | Protecció                                  | Commons (més fotos)   | Dades a WD                    |
| ------ | --------------------- | -------- | ------------ | ------------------------------------------------- | ----------------------------------------------------------------- | ------------------------------------------ | --------------------- | ----------------------------- |
|        | Sant Martí de Pontós  | Pontós   | església     | Estil: art romànic a Catalunya                    | 42° 11′ 12″ N, 2° 55′ 02″ E / 42.1868°N,2.91722°E                 | bé integrant del patrimoni cultural català | Sant Martí de Pontós  | Modifica les dades a Wikidata |
|        | Sant Medir de Romanyà | Pontós   | església     | Estil: arquitectura romànica arquitectura popular | 42° 10′ 36″ N, 2° 53′ 41″ E / 42.176666666667°N,2.8947222222222°E | bé cultural d'interès local                | Sant Medir de Romanyà | Modifica les dades a Wikidata |
|        | Santa Anna de Pontós  | Pontós   | església     | Estil: arquitectura popular                       | 42° 10′ 13″ N, 2° 55′ 26″ E / 42.170336°N,2.923876°E              | bé integrant del patrimoni cultural català | Santa Anna de Pontós  | Modifica les dades a Wikidata |

## masia
| imatge | Nom                  | Ubicat a | instància de | Detalls                                  | coordenades                                                                                      | Protecció                                            | Commons (més fotos) | Dades a WD                    |
| ------ | -------------------- | -------- | ------------ | ---------------------------------------- | ------------------------------------------------------------------------------------------------ | ---------------------------------------------------- | ------------------- | ----------------------------- |
|        | Cal Cisteller        | Pontós   | masia        |                                          | 42° 10′ 52″ N, 2° 53′ 52″ E / 42.1811816736677°N,2.89771413413335°E                              |                                                      |                     | Modifica les dades a Wikidata |
|        | Can Barquers         | Pontós   | masia        |                                          | 42° 10′ 04″ N, 2° 54′ 05″ E / 42.1678553613428°N,2.90130704973473°E                              |                                                      |                     | Modifica les dades a Wikidata |
|        | Can Barques          | Pontós   | masia        |                                          | 42° 10′ 07″ N, 2° 54′ 16″ E / 42.168581233383°N,2.9044391383466°E                                |                                                      |                     | Modifica les dades a Wikidata |
|        | Can Cap-d'aigua      | Pontós   | masia        |                                          | 42° 12′ 14″ N, 2° 54′ 52″ E / 42.2038553432506°N,2.91439414854632°E                              |                                                      |                     | Modifica les dades a Wikidata |
|        | Can Clos             | Pontós   | masia        | Estil: arquitectura popular              | 42° 11′ 23″ N, 2° 54′ 47″ E / 42.189665°N,2.912959°E                                             | bé cultural d'interès local                          |                     | Modifica les dades a Wikidata |
|        | Can Closes           | Pontós   | masia        |                                          | 42° 10′ 57″ N, 2° 55′ 09″ E / 42.182477762622°N,2.9192546351748°E                                |                                                      |                     | Modifica les dades a Wikidata |
|        | Can Faras            | Pontós   | masia        | Estil: arquitectura popular 18th century | 42° 10′ 36″ N, 2° 54′ 28″ E / 42.1768°N,2.90789°E ca:Veïnat de Romanyà d'Empordà 95 msnm         | bé cultural d'interès local                          | Can Faras           | Modifica les dades a Wikidata |
|        | Can Jepot            | Pontós   | masia        |                                          | 42° 10′ 15″ N, 2° 54′ 10″ E / 42.1708827174416°N,2.90271888258544°E                              |                                                      |                     | Modifica les dades a Wikidata |
|        | Can Manera           | Pontós   | masia        |                                          | 42° 10′ 22″ N, 2° 53′ 59″ E / 42.172906589558°N,2.89973732258472°E                               |                                                      |                     | Modifica les dades a Wikidata |
|        | Can Martín           | Pontós   | masia        |                                          | 42° 10′ 41″ N, 2° 54′ 54″ E / 42.1781516329225°N,2.9150100355932°E                               |                                                      |                     | Modifica les dades a Wikidata |
|        | Can Requesens        | Pontós   | masia        |                                          | 42° 11′ 18″ N, 2° 54′ 48″ E / 42.1884267135968°N,2.91340979550646°E                              |                                                      |                     | Modifica les dades a Wikidata |
|        | Can Siu              | Pontós   | masia        |                                          | 42° 10′ 40″ N, 2° 53′ 42″ E / 42.1779098001223°N,2.89488601573779°E                              |                                                      |                     | Modifica les dades a Wikidata |
|        | Can Vilà             | Pontós   | masia        | Estil: arquitectura popular              | 42° 11′ 12″ N, 2° 54′ 59″ E / 42.186795°N,2.916517°E ca:Plaça Major, 16                          | bé integrant del patrimoni cultural català           |                     | Modifica les dades a Wikidata |
|        | Can Vinyes           | Pontós   | masia        |                                          | 42° 09′ 39″ N, 2° 54′ 06″ E / 42.1607406724665°N,2.90174178984652°E                              |                                                      |                     | Modifica les dades a Wikidata |
|        | Casa d'en Santi      | Pontós   | masia        |                                          | 42° 11′ 12″ N, 2° 55′ 40″ E / 42.186572299808°N,2.92771442923717°E                               |                                                      |                     | Modifica les dades a Wikidata |
|        | Hostal dels Ous      | Pontós   | masia        |                                          | 42° 11′ 35″ N, 2° 53′ 40″ E / 42.1930130103935°N,2.8943644268502°E                               |                                                      |                     | Modifica les dades a Wikidata |
|        | Mas Castellar        | Pontós   | masia        | Estil: arquitectura popular              | 42° 11′ 59″ N, 2° 54′ 07″ E / 42.1998°N,2.90208°E                                                | bé cultural d'interès local                          |                     | Modifica les dades a Wikidata |
|        | Mas Feliu            | Pontós   | masia        |                                          | 42° 11′ 11″ N, 2° 54′ 46″ E / 42.1863997129414°N,2.91266173362274°E                              |                                                      |                     | Modifica les dades a Wikidata |
|        | Mas Quilis           | Pontós   | masia        |                                          | 42° 11′ 18″ N, 2° 55′ 09″ E / 42.1882327200967°N,2.9190898754937°E                               |                                                      |                     | Modifica les dades a Wikidata |
|        | Mas Roca             | Pontós   | masia        | Estil: arquitectura popular              | 42° 10′ 34″ N, 2° 53′ 40″ E / 42.176131°N,2.894537°E                                             | bé cultural d'interès local                          |                     | Modifica les dades a Wikidata |
|        | Mas Vicenç           | Pontós   | masia        |                                          | 42° 09′ 57″ N, 2° 54′ 29″ E / 42.1659065572447°N,2.90802903132005°E                              |                                                      |                     | Modifica les dades a Wikidata |
|        | Mas Xerric           | Pontós   | masia        |                                          | 42° 10′ 44″ N, 2° 55′ 39″ E / 42.1789708372757°N,2.92758989141537°E                              |                                                      |                     | Modifica les dades a Wikidata |
|        | el Castell           | Pontós   | masia        | Estil: arquitectura popular              | 42° 11′ 06″ N, 2° 53′ 29″ E / 42.184904°N,2.891306°E                                             | bé d'interès cultural bé cultural d'interès nacional |                     | Modifica les dades a Wikidata |
|        | els Caboters         | Pontós   | masia        |                                          | 42° 10′ 43″ N, 2° 55′ 40″ E / 42.1785567268943°N,2.92788097107741°E                              |                                                      |                     | Modifica les dades a Wikidata |
|        | l'Hostal de la Barca | Pontós   | masia        |                                          | 42° 10′ 03″ N, 2° 55′ 19″ E / 42.1675380820058°N,2.92203392595363°E                              |                                                      |                     | Modifica les dades a Wikidata |
|        | la Bruguera          | Pontós   | masia        |                                          | 42° 10′ 09″ N, 2° 55′ 01″ E / 42.1692998107427°N,2.91700741224185°E                              |                                                      |                     | Modifica les dades a Wikidata |
|        | la Casanova          | Pontós   | masia        |                                          | 42° 10′ 47″ N, 2° 54′ 04″ E / 42.1797795901517°N,2.90103422324487°E                              |                                                      |                     | Modifica les dades a Wikidata |
|        | la Guàrdia           | Pontós   | masia        |                                          | 42° 10′ 36″ N, 2° 54′ 25″ E / 42.1767494164737°N,2.90698411761791°E ca:Romanyà d'Empordà 94 msnm |                                                      | La Guàrdia (Pontós) | Modifica les dades a Wikidata |
|        | la Serra             | Pontós   | masia        |                                          | 42° 11′ 24″ N, 2° 54′ 40″ E / 42.1899470753133°N,2.91116722115943°E                              |                                                      |                     | Modifica les dades a Wikidata |

## muntanya
| imatge | Nom            | Ubicat a | instància de | Detalls | coordenades                                                         | Protecció | Commons (més fotos) | Dades a WD                    |
| ------ | -------------- | -------- | ------------ | ------- | ------------------------------------------------------------------- | --------- | ------------------- | ----------------------------- |
|        | Puig Balcó     | Pontós   | muntanya     |         | 42° 11′ 05″ N, 2° 54′ 02″ E / 42.1846°N,2.90056778°E 163.9 msnm     |           |                     | Modifica les dades a Wikidata |
|        | Puig Castellar | Pontós   | muntanya     |         | 42° 12′ 04″ N, 2° 54′ 06″ E / 42.2011°N,2.90153°E 142.7 msnm        |           |                     | Modifica les dades a Wikidata |
|        | Puig Vallet    | Pontós   | muntanya     |         | 42° 12′ 09″ N, 2° 54′ 18″ E / 42.2024°N,2.90511°E 146.9 msnm        |           |                     | Modifica les dades a Wikidata |
|        | Puigcollell    | Pontós   | muntanya     |         | 42° 11′ 40″ N, 2° 55′ 10″ E / 42.19442222°N,2.91948056°E 149.2 msnm |           |                     | Modifica les dades a Wikidata |

## Misc
| imatge | Nom                             | Ubicat a | instància de                                                                 | Detalls                                  | coordenades                                                                                               | Protecció                                            | Commons (més fotos)            | Dades a WD                    |
| ------ | ------------------------------- | -------- | ---------------------------------------------------------------------------- | ---------------------------------------- | --- | ---------------------------------------------------- | ------------------------------ | ----------------------------- |
|        | Antigues Escoles                | Pontós   | edifici                                                                      |                                          | 42° 11′ 04″ N, 2° 55′ 05″ E / 42.18438°N,2.91798°E                                                        | bé cultural d'interès local                          |                                | Modifica les dades a Wikidata |
|        | Granges de Mas Vicenç           | Pontós   | granja                                                                       |                                          | 42° 10′ 02″ N, 2° 54′ 26″ E / 42.1672478078294°N,2.90715542226269°E                                       |                                                      |                                | Modifica les dades a Wikidata |
|        | Mare de Déu de Lorda (Pontós)   | Pontós   | santuari lloc de peregrinatge                                                |                                          | 42° 10′ 38″ N, 2° 53′ 40″ E / 42.17719963323436°N,2.894339561462403°E                                     |                                                      |                                | Modifica les dades a Wikidata |
|        | Poblat ibèric de Puig Castellar | Pontós   | jaciment arqueològic poblat ibèric sitja explotació agrària forn de ceràmica |                                          | 42° 12′ 05″ N, 2° 54′ 04″ E / 42.201341010732°N,2.90124284324916°E                                        | bé cultural d'interès nacional                       | Poblado íbero de Mas Castellar | Modifica les dades a Wikidata |
|        | Torre de l'Àngel                | Pontós   | torre de telegrafia òptica                                                   | Estil: arquitectura popular              | 42° 11′ 23″ N, 2° 55′ 30″ E / 42.189636°N,2.924943°E ca:Accés des d'un camí que surt de la ctra. GIV-5125 | bé d'interès cultural bé cultural d'interès nacional | Torre de l'Àngel (Pontós)      | Modifica les dades a Wikidata |
|        | casa consistorial de Pontós     | Pontós   | casa consistorial                                                            |                                          | 42° 11′ 12″ N, 2° 55′ 00″ E / 42.1867309°N,2.9166806°E                                                    |                                                      |                                | Modifica les dades a Wikidata |
|        | castell de Pontós               | Pontós   | castell                                                                      | Estil: arquitectura popular              | 42° 10′ 56″ N, 2° 55′ 05″ E / 42.1823°N,2.91807°E ca:Barri del Castell                                    | bé d'interès cultural bé cultural d'interès nacional |                                | Modifica les dades a Wikidata |
|        | cementiri de Pontós             | Pontós   | cementiri                                                                    | Estil: arquitectura popular              | 42° 11′ 22″ N, 2° 55′ 06″ E / 42.189399°N,2.918464°E                                                      | bé integrant del patrimoni cultural català           |                                | Modifica les dades a Wikidata |
|        | creu de terme                   | Pontós   | creu de terme                                                                | Estil: arquitectura popular 16th century | 42° 11′ 08″ N, 2° 55′ 02″ E / 42.185584°N,2.917233°E ca:Pl. dels Germans Maristes 91 msnm                 | bé integrant del patrimoni cultural català           | Creu de terme de Pontós        | Modifica les dades a Wikidata |